# Gomphandra parviflora
Gomphandra parviflora är en järneksväxtart som beskrevs av Theodoric Valeton. Gomphandra parviflora ingår i släktet Gomphandra och familjen Stemonuraceae. Inga underarter finns listade i Catalogue of Life.